# Антинутриент

Фитиновая кислота (на рисунке депротонированный фитат анион) — антинутриент, который препятствует всасыванию минералов из пищи.

Антинутриенты — это органические или синтетические соединения, которые препятствуют абсорбции нутриентов. Исследователи усвоения питательных веществ занимаются изучением антинутриентов, которые часто встречаются в пище и напитках. Антинутриентами могут быть медикаменты, натуральные компоненты пищевых продуктов, белки или сами нутриенты, если употреблять их слишком много. Антинутриенты связываются с витаминами и минералами, препятствуя их всасыванию, и ингибируют ферменты.
В процессе исторического развития люди выводили новые сорта культурных растений с меньшей концентрацией антинутриентов и изобретали способы приготовления пищи, которые помогают удалить эти компоненты из сырых продуктов и повысить биодоступность питательных веществ. Главным образом обработке подвергаются основные продукты питания, такие как маниок съедобный.

## Механизмы

### Препятствуют усвоению минералов
Фитиновая кислота обладает высокой минералосвязывающей способностью в отношении кальция, магния, железа, меди и цинка. В результате реакции преципитации в кишечнике ухудшается всасывание этих минералов. Фитиновая кислота содержится в ореховой скорлупе, шелухе семян и злаков, она имеет большое значение для сельского хозяйства, кормления животных и эвтрофикации водоемов из-за хелатирования металлов и связывания фосфатов из окружающей среды. Без необходимости помола для снижения концентрации фитатов (в том числе нутриентов), в корма для животных обычно добавляют гистидиновую кислую фосфатазу из группы фитаз, чтобы понизить содержание фитиновой кислоты.
Щавелевая кислота и оксалаты содержатся во многих растительных продуктах, при этом больше всего их в корне ревеня, чае, шпинате, петрушке и портулаке. Оксалаты связываются с кальцием и мешают организму всасывать этот минерал.
Глюкозинолаты не дают усваивать йод, нарушая функцию щитовидной железы, и поэтому относятся к струмогенным факторам. Они содержатся в брокколи, брюссельской капусте, белокочанной капусте, зелени горчицы, редисе и цветной капусте.

### Ингибируют ферменты
Ингибиторы протеазы — это вещества, которые блокируют действие трипсина, пепсина и других протеаз в кишечнике, препятствуя перевариванию и усвоению белка. Например, в соевых бобах присутствует ингибитор трипсина Боумана-Бирка. Некоторые ингибиторы трипсина и лектина, содержащиеся в бобовых, нарушают процесс пищеварения.
Ингибиторы липаз мешают работе таких ферментов, как панкреатическая липаза человека, которая катализирует гидролиз липидов, в том числе жиров. Например, препарат для лечения ожирения орлистат заставляет определённый процент жиров проходить через ЖКТ непереваренными.
Ингибиторы амилазы снижают активность ферментов, которые расщепляют гликозидные связи в крахмалах и других сложных углеводах, тем самым препятствуя появлению и усваиванию простых сахаров. Как и ингибиторы липазы, их применяют в качестве препаратов для похудения и лечения ожирения. Они содержатся во многих видах бобовых, а имеющиеся в продаже ингибиторы амилазы обычно получают из белой фасоли.

### Другое
Чрезмерное потребление нутриентов тоже может привести к тому, что они сами начинают выполнять функцию антинутриентов. Избыток пищевых волокон сокращает кишечный транзит настолько, что это мешает всасыванию других питательных веществ. Однако, этот эффект нечасто наблюдается на практике, и ухудшение абсорбции минералов скорее связывают с содержанием фитиновой кислоты в волокнистой пище. Одновременное употребление пищи с высоким содержанием кальция и продуктов-источников железа ухудшает всасывание железа через пока неизвестные ученым механизмы с участием трансферрина hDMT1, который ингибирует кальций.
Антинутриент авидин в активной форме встречается в белках сырых яиц. Он прочно связывается с биотином (витамином В7) и провоцирует дефицит витамина В7 у животных, а в тяжелых случаях и у людей.
Такие распространенные антинутриенты, как флавоноиды — группа полифенольных соединений — включают в себя танины. Эти вещества образуют хелатные комплексы с железом и цинком, препятствуя их всасыванию, ингибируют пищеварительные ферменты и вызывают реакцию осаждения белков.
Растительные сапонины выполняют функции антифидантов и тоже относятся к классу антинутриентов.

## Возникновение и удаление
Антинутриенты встречаются практически во всех продуктах питания по различным причинам. Однако, в современных сельскохозяйственных растениях их количество значительно снижено в результате процесса одомашнивания. Благодаря генной инженерии появилась возможность полностью избавиться от антинутриентов, но так как эти соединения обладают и полезными свойствами, то повышение питательности пищи может не оказать положительного воздействия на состояние здоровья людей.
Традиционные способы приготовления пищи, такие как проращивание, тепловая обработка, ферментация и солодование, повышают питательную ценность растительной пищи за счет устранения определённых антинутриентов, например фитиновой кислоты, полифенолов и щавелевой кислоты. Эти методы обработки продуктов пользуются популярностью в обществах, где злаки и бобовые составляют основу рациона. Например, такой распространенный способ обработки, как ферментация маниоки для производства тапиоковой муки, сокращает концентрацию токсинов и антинутриентов в клубнях.